# Filles perdues (film)
Pour les articles homonymes, voir Filles perdues (homonymie).
Pour plus de détails, voir Fiche technique et Distribution.
Filles perdues (Die Schatten werden länger) est un film dramatique ouest-germano-suisse réalisé par Ladislas Vajda et sorti en 1961.

## Synopsis
Madame Diethelm a nommé Christa Andres, une enseignante engagée et courageuse, à la tête d'un foyer pour jeunes filles difficiles à éduquer. Christa elle-même a eu une vie difficile, elle a même travaillé comme prostituée pendant un certain temps et sait mieux que quiconque comment s'y prendre avec les jeunes filles récalcitrantes qui risquent de déraper ou qui ont déjà dérapé avant d'arriver dans cet établissement d'enseignement. Son enfant à problèmes est Erika, presque adulte, qui rappelle fortement à Christa sa propre jeunesse. Les deux femmes se disputent régulièrement.
Un jour, Erika en a assez des nombreuses règles et mesures. Elle fugue donc un jour. Mais Christa ne veut pas abandonner Erika et se lance sur sa piste, qui mène au milieu de la prostitution de la ville. Comme par hasard, Christa tombe justement sur Max, son ancien mac, un type plutôt malfaisant. Tout comme ce dernier a autrefois harcelé Christa, il risque de devenir un danger pour Erika et, par conséquent, pour toutes les laborieuses tentatives de réinsertion sociale que Christa a entreprises jusqu'à présent. Max tente de faire pression sur Christa et menace de dévoiler le passé de Christa si celle-ci ne lui laisse pas Erika. Pour épargner à Erika son propre sort, Christa tue Max. L'enseignante est arrêtée et doit aller en prison pour son acte. En revanche, elle a gagné l'estime d'Erika et l'a empêchée de faire un mauvais pas vers sa perte.

## Fiche technique
- Titre français : Filles perdues[1]
- Titre original allemand : Die Schatten werden länger[2]
- Réalisateur : Ladislas Vajda
- Scénario : Ladislas Vajda, István Békeffy (hu), Heinz Pauck (de)
- Photographie : Heinrich Gärtner (de)
- Montage : Hermann Haller
- Musique : Robert Blum
- Décors : George Provis
- Production : Lazar Wechsler, Artur Brauner
- Sociétés de production : Praesens-Film, CCC-Filmkunst
- Pays de production :  Suisse -  Allemagne de l'Ouest
- Langue originale : allemand
- Format : Noir et blanc - 1,37:1 - Son mono - 35 mm
- Durée : 91 minutes
- Genre : film dramatique
- Dates de sortie :
  - Suisse : 7 juillet 1961
  - Allemagne de l'Ouest : 11 août 1961

## Distribution
- Luise Ullrich : Mme Diethelm
- Barbara Rütting : Christa Andres
- Hansjörg Felmy : Max
- Loni von Friedl : Erika Schöner
- Fred Tanner : Dr. Borner
- Renja Gill : Anni
- Margot Philipp : Barbara
- Carola Rasch : Bessie
- Helga Sommerfeld : Hélène
- Iris Erdmann : Hilde
- Erika Wolf : Susanne